# Domingo Font y Morgades
Domingo Font y Morgades (Reus, 1837-Barcelona, 1902) fue un dramaturgo español.

## Biografía
Nacido en 1837 en la localidad tarraconense de Reus, fue autor de las composiciones dramáticas Mon primer lauro (apropósito, 1873), Dos parletas catalanas (cuadro de costumbres catalanas en un acto, 1874), Una nit de San Juan (zarzuela en un acto y en verso, 1875), Buscar la agulla (comedia en un acto, 1876), ¡Toruga! (zarzueleta en un acto y en verso, 1878), Agafarho al punt... (zarzuela en un acto y en verso, 1879), Lo tunel de Mongat (melodrama lírico en tres actos, 1881), L'isla tranquilitat (zarzuela en dos actos y en verso, 1883), Lo peste de Chio (cuento en un acto y en dos cuadros, 1884), ¡¡Leal! (comedieta en un acto y en verso, 1887), Lo gos de San Roch (pessa en un acto, 1887), Los tres cors (pasatems en un acto) y Covadonga catalana (alegoría en dos actos, 1887). Aparecieron también impresas Després de la tronada (joguina en un acto, 1888) y ¡L'infern! (drama en tres actos y en verso). Falleció en 1902 en Barcelona.